# Punktierte Segge
Die Punktierte Segge (Carex punctata) ist eine Pflanzenart aus der Gattung Seggen (Carex) innerhalb der Familie Sauergrasgewächse (Cyperaceae). Sie ist in Europa und Nordafrika verbreitet.

## Beschreibung

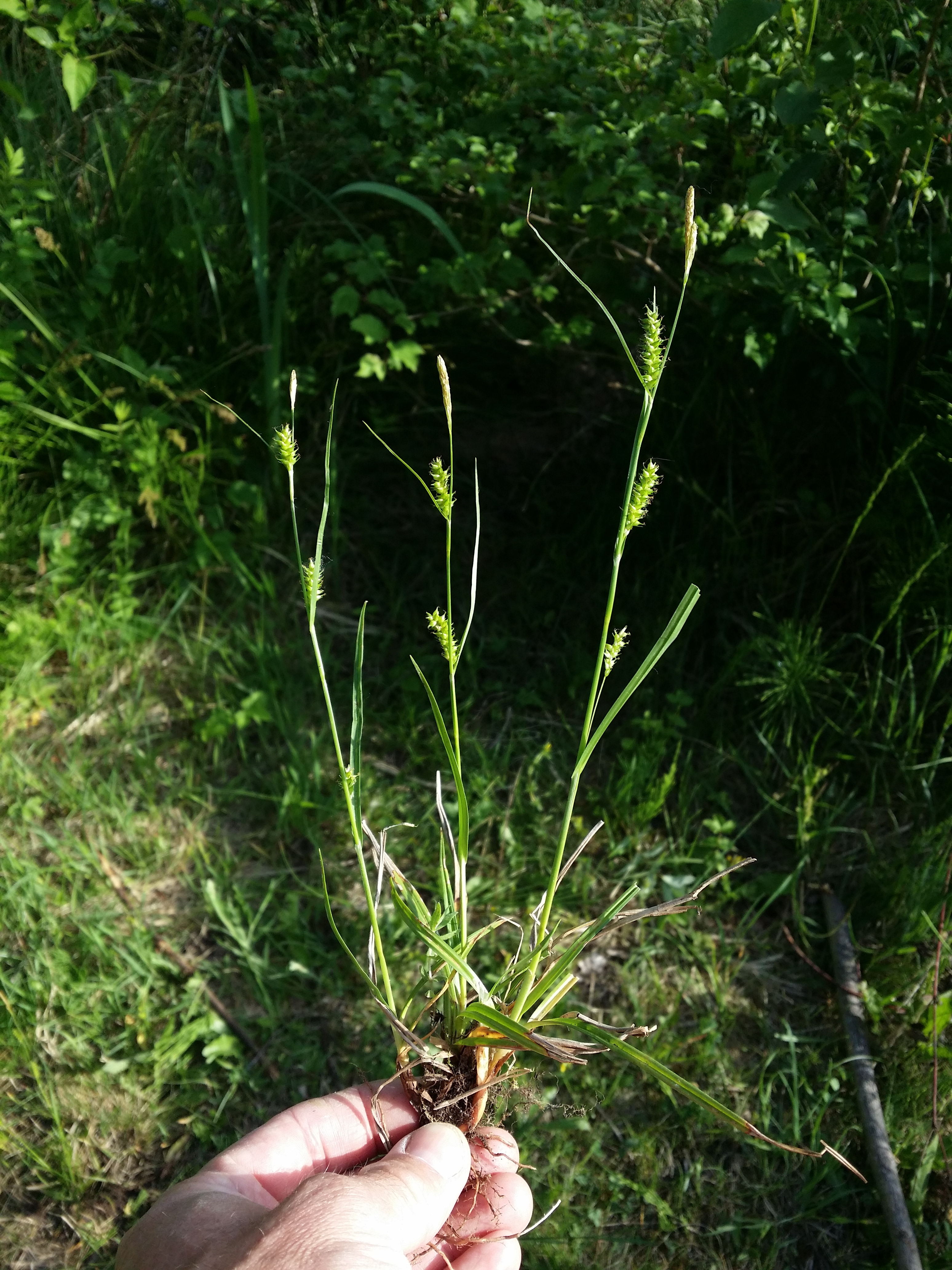
Habitus

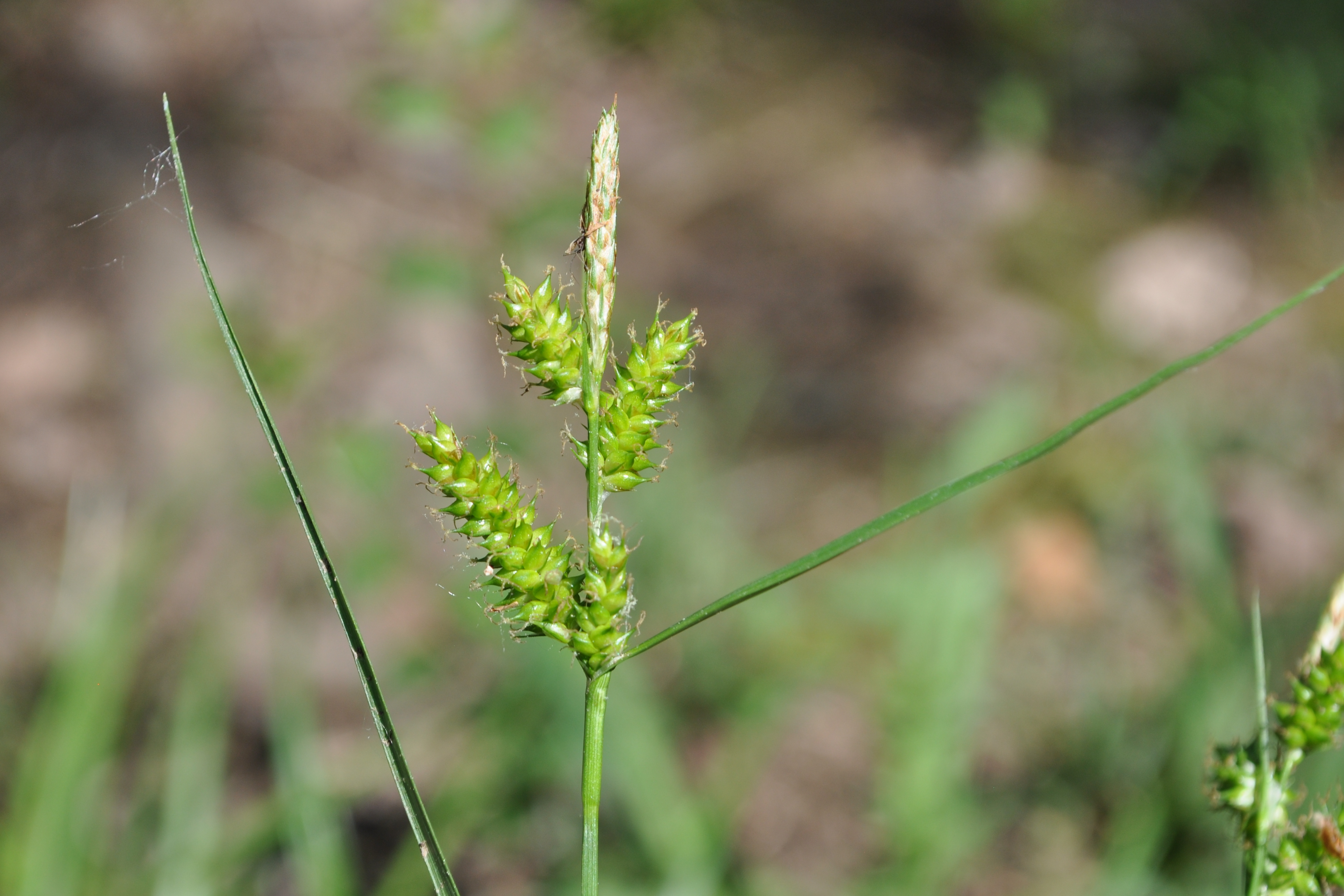
Blütenstand

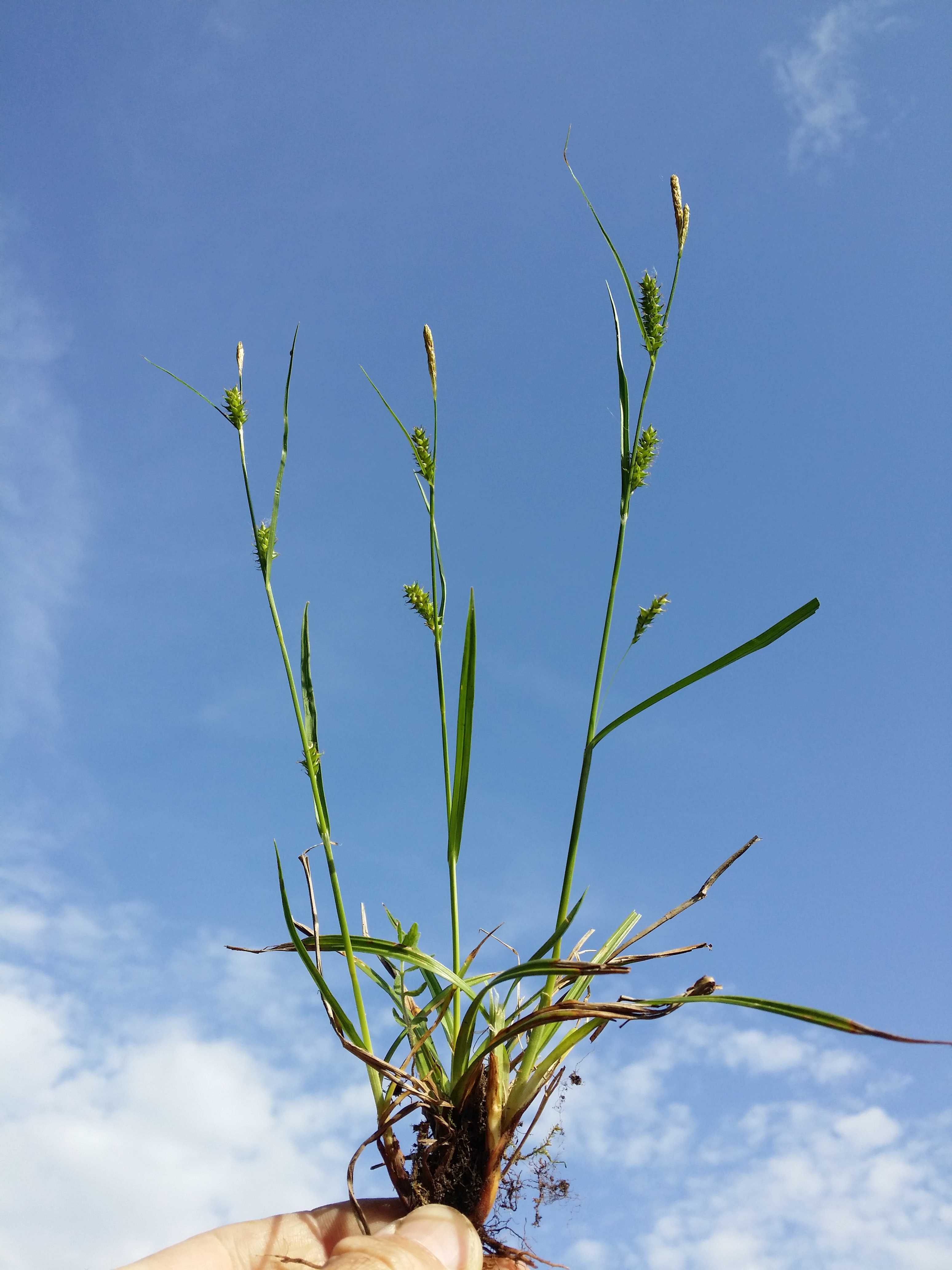
Habitus mit Blättern und Blütenständen

### Vegetative Merkmale
Die Punktierte Segge ist eine ausdauernde krautige Pflanze, die Wuchshöhen von 15 bis 40 Zentimetern erreicht. Sie bildet kurze Ausläufer und wächst daher dichtrasig. Die aufrechten bis aufsteigenden Stängel sind glatt und stumpf dreikantig. Die Laubblätter sind 5, selten bis zu 8 Millimeter breit, grün bis gelb-grün, flach bis leicht rinnig und am Rand rau. Die bauchige Blattscheidenwand hat ein trockenhäutiges Anhängsel. Die grundständigen Blattscheiden sind strohfarben bis dunkel-braun.

### Generative Merkmale
Die Blütezeit reicht von Mai bis Juli. Die Punktierte Segge ist eine Verschiedenährige Segge. Der Blütenstand, der bis halb so lang wie der Stängel ist, enthält ein endständiges männliches Ährchen und zwei bis vier seitlichen weiblichen Ährchen; die unteren Ährchen sind von den übrigen meist weit entfernt. Die Hüllblätter des Blütenstands sind schräg bis gerade abstehend; sie sind sehr lang und haben 1 bis 3 Zentimeter lange Blattscheiden. Das männliche Ährchen ist 1 bis 5 Millimeter lang gestielt und bei einer Länge von 10 bis 20, selten bis zu 30 Millimetern sowie einer Breite von 2 bis 3 Millimetern schmal-zylindrisch. Die Spelzen der männlichen Blüten sind länglich bis verkehrt-eiförmig und kurz stachelspitzig und an der Spitze gewimpert. Die weiblichen Ährchen sind gestielt; die Stiele sind aber zum größten Teil in den Scheiden der Hüllblätter verborgen. Sie sind meist aufrecht, seltener überhängend, bei einer Länge von 10 bis 25 Millimetern sowie bei einem Durchmesser von 5 bis 7 Millimetern kurz-walzenförmig oder eiförmig. Die Spelzen der weiblichen Blüten sind bei einer Länge von 2,5 bis 3,5 Millimetern sowie einer Breite von etwa 1,5 Millimetern breit-eiförmig, lang stachelspitzig, viel kürzer als die Schläuche und rot-braun mit grünem Mittelstreifen. Die Schläuche sind gerade abstehend, bei einer Länge von 3 bis 4 Millimetern sowie bei einem Durchmesser von 1,5 bis 2 Millimetern verkehrt-eiförmig bis ellipsoid, abgeflacht-dreikantig, aufgeblasen; sie haben zwei deutliche Randnerven, sind bleich-grün, rot-braun punktiert, glänzend und nach oben ziemlich plötzlich in den kurzen zweizähnigen Schnabel verschmälert. Der Griffel endet in drei Narben.
Die Frucht ist sowie bei einem Durchmesser von etwa 2 Millimetern sowie bei einem Durchmesser von etwa 1 Millimeter verkehrt-eiförmig bis ellipsoid, scharf dreikantig und braun.
Die Chromosomenzahl beträgt 2n = 68.

## Vorkommen
Die Punktierte Segge ist hauptsächlich im Mittelmeerraum und von Europa und Nordafrika (Marokko, Algerien, Tunesien) bis zur europäischen und asiatischen Türkei und auch auf den Azoren und Madeira verbreitet.  Sie ist ein meridional-montanes bis temperates, euozeanisches Florenelement. Sie steigt im Tessin im Val Colla bis zu einer Höhenlage von 1050 Meter und im Bergell in Graubünden bis 1150 Meter auf. In Europa hat sie Vorkommen in Portugal, Spanien, Frankreich, Italien, Irland, Großbritannien, den Niederlanden, Deutschland, Norwegen, Schweden, in der Schweiz, in Polen, Österreich, Slowenien, Kroatien, Montenegro, Albanien, Bulgarien, Griechenland und in der Türkei.
Sie kommt in Deutschland in Dünentälern einiger der Ostfriesischen Inseln (rezent noch auf Langeoog) zerstreut und in kleinen Beständen wachsend vor. Auf Borkum, Juist, Wangerooge und Spiekeroog ist sie sehr selten. In den Niederlanden hat sie Vorkommen auf Schiermonnikoog, bei Amsterdam und Westerschelde. Sie kommt auch in Österreich, in der Schweiz und bei Meran vor. Vereinzelt findet man sie in der Schweiz am Alpenfuß, im Wallis und am Oberlauf des Vorderrheins.
Sie besiedelt in Mitteleuropa Quellhorizonte und Austrittsstellen von Hangdruckwasser, sie gedeiht nur in Lagen, in denen die Winter relativ mild sind. Da sie auch Trockenheit recht gut erträgt, besiedelt sie im Mittelmeerraum sogar die Garigue. Die Punktierte Segge gedeiht am besten auf lockeren, gut durchlüfteten Böden, die sickerfeucht und kalifrei oder sehr kalkarm sein sollten. Sie wächst in Pflanzengesellschaften der Verbände Armerion maritimae, Violion caninae und Caricion davallianae.
Die ökologischen Zeigerwerte nach Landolt et al. 2010 sind in der Schweiz: Feuchtezahl F = 4w+ (sehr feucht aber stark wechselnd), Lichtzahl L = 4 (hell), Reaktionszahl R = 2 (sauer), Temperaturzahl T = 4+ (warm-kollin), Nährstoffzahl N = 2 (nährstoffarm), Kontinentalitätszahl K = 2 (subozeanisch), Salztoleranz = 1 (tolerant).

## Systematik
Die Erstbeschreibung von Carex punctata erfolgte 1811 durch Jean Gaudin in Agrostologia Helvetica, Band 2, Seite 152. Das Artepitheton punctata bedeutet „punktiert“ und bezieht sich auf die sehr fein rotb-raun punktierten Schläuche. Synonyme für Carex punctata sind: Carex corsicana Link, Carex helvetica Schleich. ex Kunth, Carex pallidior Degl., Carex sismanii Velen.
Die Varietät Carex punctata var. laevicaulis (Hochst. ex Seub.) Boott wird heute meist als eigene Art Carex laevicaulis Hochst. ex Seub. angesehen. Sie kommt nur auf den Azoren vor.